# 英达岛
英达岛（意即美丽岛），是马来西亚雪兰莪西海岸的一个岛，前名为卢目岛（Pulau Lumut）。巴生西港就位于岛上。
在此之前，新西港连贯至直落贡大桥还未建成时，岛上的居民唯一通往巴生码头的交通工具只有渡轮服务。路程需要花费大约一个小时。